# À ma manière
Albums de Dalida
Comme si j'étais là...
(1995) L'An 2005
(1997)
À ma manière est le titre du deuxième album réorchestré de Dalida, sorti en 1996.

## L'album en détail
Après le succès remporté avec l'album Comme si j'étais là..., les productions Orlando décident de réitérer l'exploit en éditant un second album de chansons réorchestrées en y incluant, un inédit et deux chansons nouvelles, recréées pour l'occasion. Alors que le premier volume se contentait à visiter le catalogue Orlando, celui-ci va jusqu'à piocher allègrement dans le catalogue Barclay afin de donner à l'album une parfaite cohérence.
L'album se distinguera par la commercialisation de trois singles, dont deux des nouveautés qu'il comporte : La Mamma et Là-bas dans le noir. Une campagne publicitaire télévisée est à nouveau diffusée, faisant rapidement de cet opus un nouveau succès.
La chanson La Mamma, reprise de Charles Aznavour, avait été originellement enregistrée en 1975 pour les besoins d'une émission où les deux artistes devaient se rencontrer. La défection de Charles Aznavour fit que cette chanson ne fut pas inscrite au programme de l'émission et resta donc inédite durant plus de vingt ans.
Là-bas dans le noir a été créée en apposant un rythme techno actuel à une partie des paroles de Gigi l'amoroso. Le succès fut garanti et la chanson fut multi-diffusée dans les discothèques.
Pour créer la chanson L'amour qui grandit, la production s'est basée sur une interview de la chanteuse qu'Arnaud Desjardins avait réalisé pour une émission en 1969.
En 2009, c'est le seul des albums réorchestrés qui n'est plus disponible dans le commerce.

## A ma manière
1. Dans tes bras - 4 min 57 s
2. La Mamma (inédit) - 4 min 57 s
3. Parlez-moi de lui - 4 min 13 s
4. Darla Dirladada - 4 min 17 s
5. Pour ne pas vivre seul - 2 min 59 s
6. La danse de Zorba (version italienne) - 4 min 30 s
7. Les Nuits sans toi - 4 min 03 s
8. Amor, amor (c'est tout dire) - 3 min 42 s
9. La Vie en rose - 5 min 22 s
10. Gigi l'amoroso - 8 min 10 s
11. À ma manière - 4 min 58 s
12. Problemorama - 4 min 48 s
13. La colpa e tua - 4 min 15 s
14. Là-bans dans le noir - 3 min 45 s
15. L'amour qui grandit - 3 min 22 s

## Singles
- Mini CD 3 titres : La Mamma - Le jour où la pluie viendra (new version) - L'amour qui grandit
- Mini CD 3 titres : Là-bas dans le noir (version radio, version latino, version philharmonique)
- Maxi CD 2 titres : Là-bas dans le noir (version club, version latino) - disque promotionnel non commercialisé
- Maxi vinyle : Là-bas dans le noir (version club) - Gigi l'amoroso
- Maxi vinyle : Là-bas dans le noir (version latino, version philharmonique) - versions longues
- Maxi vinyle : Darla Diraladada (disco 96 version) - La Danse de zorba (new mix)

## Certification
| Pays   | Association | Certification | Ventes/Équivalence |
| ------ | ----------- | ------------- | ------------------ |
| France | SNEP        | or            | 100 000            |